# Кохановка (Алтайский край)
Кохановка — упразднённое село в Бурлинском районе Алтайского края. Входило в состав Ореховского сельсовета. Исключено из учётных данных в 1983 году.

## История
Основано в 1910 году. В 1928 году посёлок Кохановка состоял из 19 хозяйств, в составе Ново-Раковецкого сельсовета Славгородского района Славгородского округа Сибирского края. Сельскохозяйственная артель «Сибирский трудовик». С 1950 года отделение укрупнённого колхоза имени Ворошилова. До 1953 г. в составе Цветопольского сельсовета. С 1966 г. отделение совхоза «Топольский»..

## Население
В 1928 году в посёлке проживало 117 человек (65 мужчин и 52 женщины), основное населения — украинцы.